# Gradat
Gradații sunt constituiți într-un corp care aparține militarilor profesioniști. Din corpul gradaților fac parte fruntașii și caporalii. În corpul gradaților cel mai înalt grad este caporalul clasa I. Următoarele grade, în ordine descendentă, sunt: caporal clasa a II-a, caporal clasa a III-a și fruntaș. Fruntașul este cel mai mic grad în corpul gradaților. Fruntașul este un grad inferior caporalului clasa a III-a și superior soldatului.
Corpul gradaților este superior corpului soldaților și inferior corpului subofițerilor.